# لوئی کازال
لوئی کازال (فرانسوی: Louis Cazal‎؛ ۱۹۰۱ – ۱۹۴۵) بازیکن فوتبال اهل فرانسه بود.
از باشگاه‌هایی که در آن بازی کرده‌است می‌توان به باشگاه فوتبال موناکو اشاره کرد.
وی همچنین در تیم ملی فوتبال فرانسه بازی کرده‌است.